# Margarethe Jochimsen
Margarethe Jochimsen, geb. Müller, (* 14. August 1931; † 15. September 2016 in Freiburg im Breisgau) war eine deutsche Kuratorin, Kunstkritikerin und Museumsdirektorin.

## Leben und Wirken
Margarethe Müller studierte Staatswissenschaften und Kunstgeschichte. Im Jahr 1961 heiratete sie den Politiker Reimut Jochimsen (1933–1999), mit dem sie eine Tochter und einen Sohn hatte. Von 1978 bis 1986 war Margarethe Jochimsen als promovierte Kunsthistorikerin Leiterin des Bonner Kunstvereins und bis 1996 dessen Vorsitzende. 1988 war sie Initiatorin zur Rettung des Wohnhauses von August Macke in Bonn; in der Folge war sie 1991 Gründungsdirektorin des August Macke Hauses und leitete es bis 2002. Unter anderem war sie Herausgeberin der Schriftenreihe des Vereins August Macke Haus.

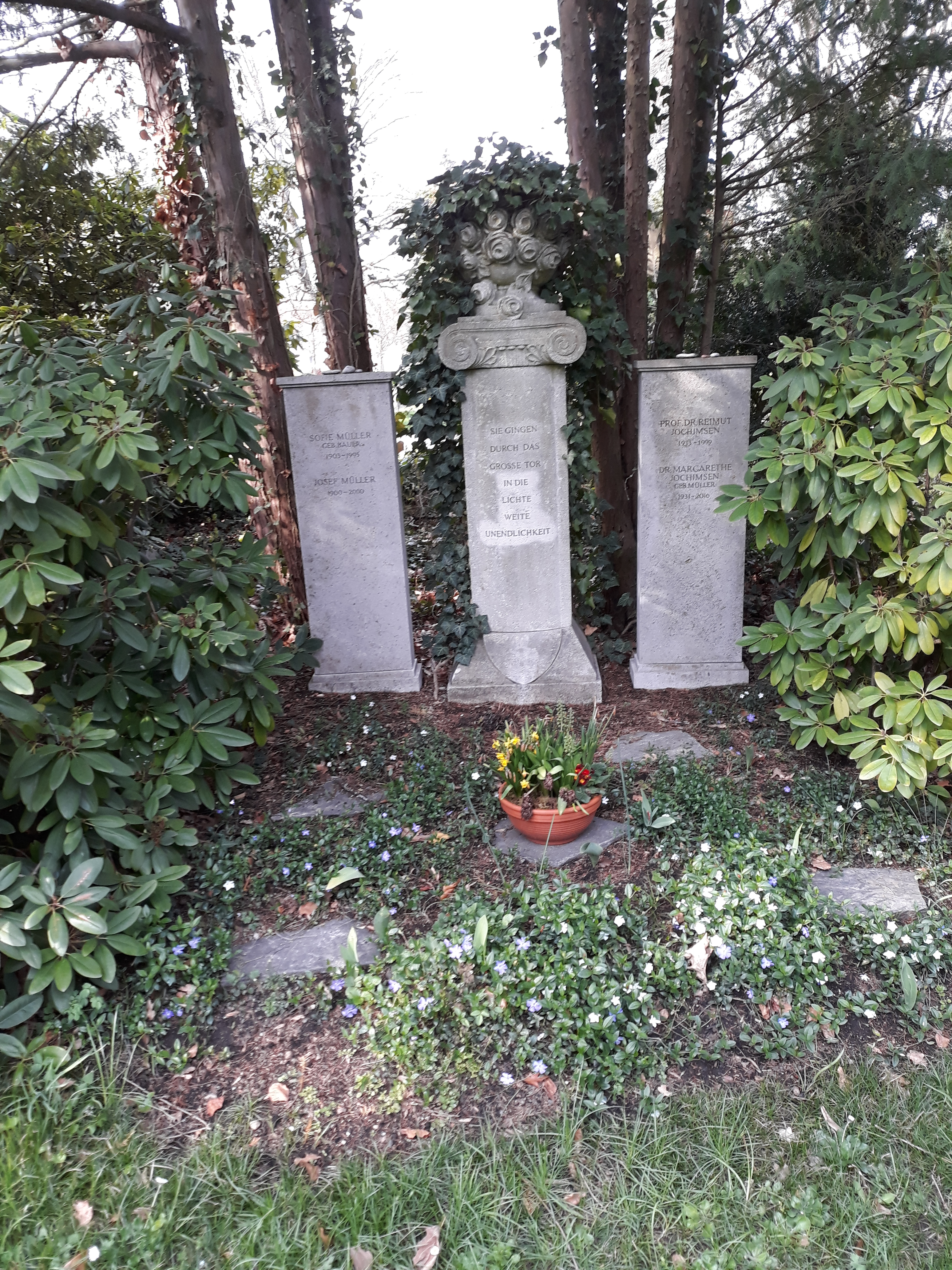
Familiengrab Margarethe Jochimsen mit Eltern und Ehemann Reimut, Hauptfriedhof Freiburg (Breisgau)

## Ehrungen
- 2004: Bundesverdienstkreuz 1. Klasse[4]
- 2017: Ehrung für Leben und Werk durch den Bonner Kunstverein am 29. Januar 2017[5]
- 2022: Straßenbenennung in der Bonner Weststadt in der Nähe des August-Macke-Hauses.[6]